# Zollernalbbahn
La Zollernalbbahn est une ligne de chemins de fer reliant Tübingen à Aulendorf via Hechingen, Balingen, Sigmaringen, Bad Saulgau. C'est une ligne principale à voie unique d'environ 135 km de long, équipée pour l'exploitation par des trains pendulaires.

## Histoire
Les 16,3 km entre Sigmaringen et Herbertingen font historiquement partie de la Donautalbahn (Baden-Württemberg). Les 28 km entre Herbertingen et Aulendorf font historiquement partie de la Württembergischen Allgäubahn.

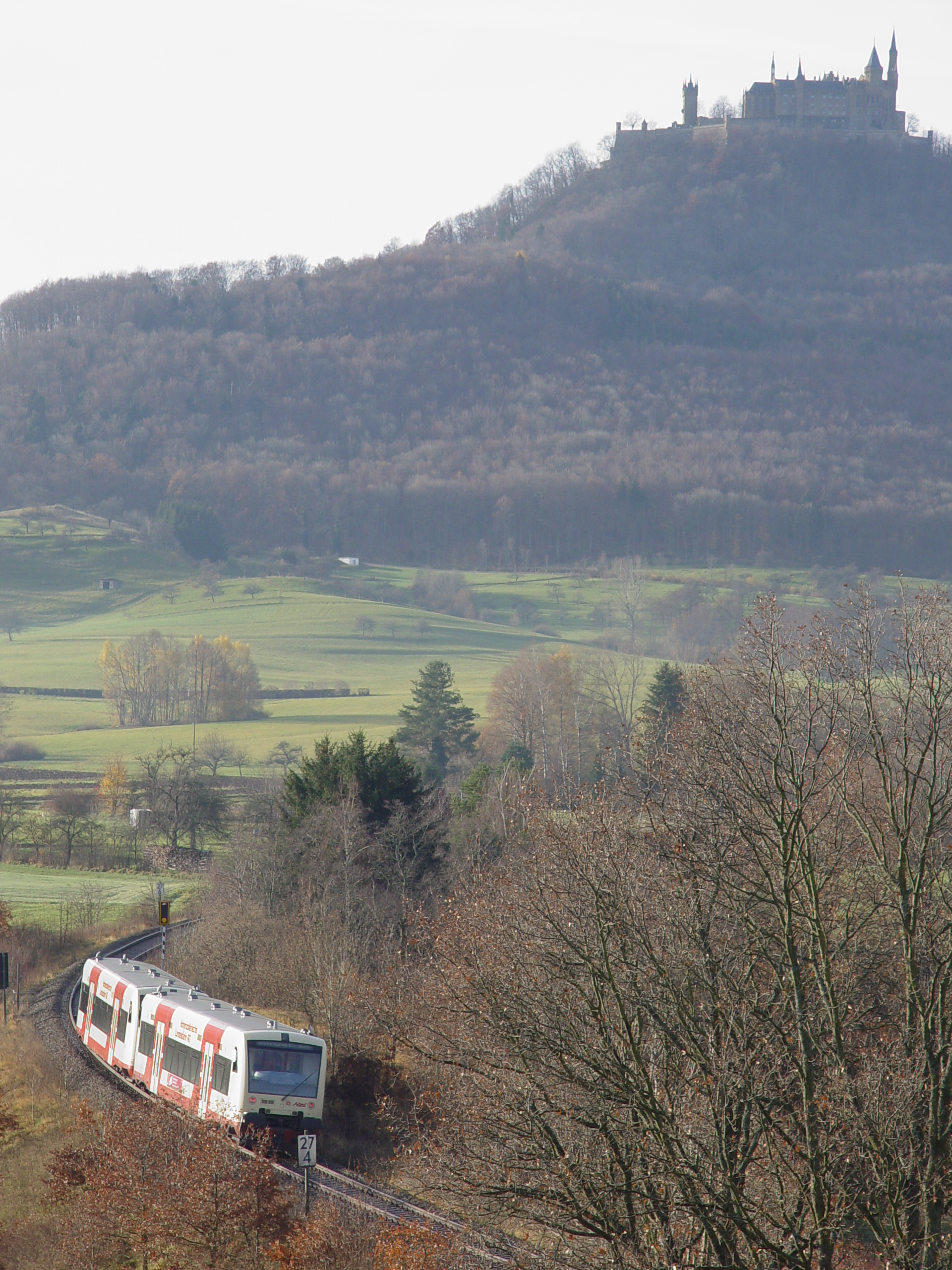
un train régional assuré par un autorail de la Hohenzollerische Landesbahn sous le Château de Hohenzollern près de Hechingen